# Viktor Chanov
Pour les articles homonymes, voir Chanov.
Viktor Viktorovitch Chanov (en ukrainien : Віктор Вікторович Чанов et en russe : Виктор Викторович Чанов), né le 21 juillet 1959 à Donetsk à l'époque en Union soviétique, aujourd'hui en Ukraine, et mort le 8 février 2017 à Kiev en Ukraine, est un joueur de football international soviétique (ukrainien), qui évoluait au poste de gardien de but, avant de devenir ensuite entraîneur.
Son frère, Viatcheslav, était également footballeur.

## Biographie

### Carrière de joueur

#### Carrière en club
Avec le club du Dynamo Kiev, il remporte trois championnats d'URSS et une Coupe d'Europe des vainqueurs de coupe.
Il dispute un total de 15 matchs en Coupe d'Europe des clubs champions. Il atteint les demi-finales de cette compétition lors de l'année 1987.

#### Carrière en sélection
Avec l'équipe d'URSS, il joue 21 matchs (pour aucun but inscrit) entre 1982 et 1990.
Il joue son premier match en équipe nationale le 10 mars 1982 contre la Grèce et son dernier le 16 mai 1990 contre l'équipe d'Israël.
Il figure dans le groupe des sélectionnés lors des Coupes du monde de 1982, de 1986 et de 1990. Il ne dispute qu'un seul match en phase finale de Coupe du monde : lors du mondial 1986 organisée au Mexique, contre l'équipe du Canada.

### Mort
Viktor Chanov décède le mercredi 8 février 2017, des suites d'un important traumatisme crânien. Selon le site internet du Dynamo Kiev, l'ancien gardien a été victime d'une agression.

## Palmarès
| Dynamo Kiev \| - Championnat d'Union soviétique (3) : - Champion : 1985, 1986 et 1990. - Vice-champion : 1982 et 1988. - Coupe d'Union soviétique (3) : - Vainqueur : 1984-85, 1986-87 et 1989-90. \| \| - Supercoupe d'Union soviétique (2) : - Vainqueur : 1985 et 1986. - Coupe d'Europe des vainqueurs de coupe (1) : - Vainqueur : 1985-86. \| |  | Chakhtar Donetsk - Coupe d'Union soviétique (1) : - Vainqueur : 1980. - Supercoupe d'Union soviétique : - Finaliste : 1980.             |
| - Championnat d'Union soviétique (3) : - Champion : 1985, 1986 et 1990. - Vice-champion : 1982 et 1988. - Coupe d'Union soviétique (3) : - Vainqueur : 1984-85, 1986-87 et 1989-90. |  | - Supercoupe d'Union soviétique (2) : - Vainqueur : 1985 et 1986. - Coupe d'Europe des vainqueurs de coupe (1) : - Vainqueur : 1985-86. |

 Maccabi Haïfa
- Championnat d'Israël (1) :
  - Champion : 1990-91.

- Coupe d'Israël (2) :
  - Vainqueur : 1990-91 et 1992-93.